# Hokkaido-Rötelmaus
Die Hokkaido-Rötelmaus (Craseomys rex) ist ein im östlichen Asien verbreitetes Nagetier in der Unterfamilie der Wühlmäuse. Die Population zählte bis in die 1980er Jahre als Unterart der Graurötelmaus (Craseomys rufocanus). Vor der Anerkennung der Gattung Craseomys wurde die Art in die Gattung Rötelmäuse (Myodes, syn. Clethrionomys) eingeordnet.

## Merkmale
Äußerlich gibt es fast keine Unterschiede zur Graurötelmaus. Die deutlichste Abweichung ist der Aufbau der oberen molaren Zähne. Diese besitzen bei der Hokkaido-Rötelmaus drei deutliche Rillen an der Vorder- und Hinterseite, während bei der Graurötelmaus nur je zwei Rillen vorhanden sind. Die Kopf-Rumpf-Länge beträgt 112 bis 149 mm, der Schwanz ist 44 bis 68 mm lang und das Gewicht liegt bei 33 bis 77 g. Das kurze Fell der Oberseite hat eine braune Farbe ohne rotgraue Tönungen. Von den paarig angeordneten Zitzen der Weibchen liegen vier auf der Brust und vier im Leistenbereich.

## Verbreitung
Die Hokkaido-Rötelmaus hat mehrere Populationen auf Hokkaidō in Japan, auf südlichen Bereichen Sachalins, auf Kunaschir (beide Russland) sowie auf kleineren Inseln der Region. Die Exemplare leben im Flach- und Bergland. Sie halten sich in Wäldern, Buschflächen, Grasländern, auf Brachflächen und in Baumschulen mit Nadelbäumen auf. Beim gemeinsamen Auftreten mit der Graurötelmaus ist die Hokkaido-Rötelmaus weniger dominant.

## Lebensweise
Die Exemplare bauen runde Grasnester mit einem Durchmesser von 20 bis 25 cm sowie bis zu drei Eingängen und verstecken diese im Unterwuchs. Zusätzlich nutzen sie einfache Erdhöhlen mit einem Raum, in dem auch Vorräte gelagert werden. Die Nahrung aus Pflanzensamen und Beeren wird mit Insekten komplettiert. Im Herbst und Winter zählt Baumrinde zur Nahrung. Weibchen haben in der warmen Jahreszeit zwei bis vier Würfe. Ein Wurf enthält 4 bis 11 Neugeborene (oft 8). Die erste Fortpflanzung findet nach dem ersten Winter statt.

## Gefährdung
Die Art weist eine geringe genetische Variation auf. Nach Schätzungen ist die Populationsgröße stabil, auch wenn die Hokkaido-Rötelmaus selten ist. Die IUCN listet sie als nicht gefährdet (least concern). Auf der nationalen Roten Liste Japans wird sie als potentiell gefährdet eingestuft.